# Distributeur 3/2
Un distributeur 3/2 est un distributeur hydraulique ou pneumatique. Il possède 3 orifices et peut avoir 2 positions. La commande peut être pneumatique, électromagnétique ou mécanique et n’a pas d’influence sur le fonctionnement interne. Les possibilités d’utilisation des distributeurs 3/2 sont nombreuses, c’est en effet un élément pneumatique ou hydraulique très polyvalent.

## Normalement fermé (NF)

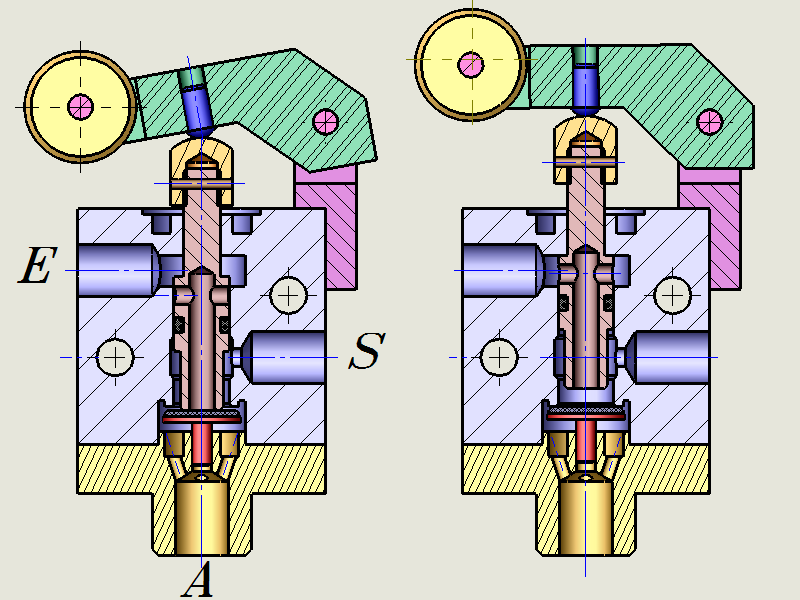
Coupe d'un capteur à galet 3/2NF

Le distributeur 3/2 normalement fermé (NC de l’anglais "normally closed"). 
L'exemple donné d'un capteur pneumatique à galet montre les deux positions: à gauche l'état actionné et à droite l'état repos ou initial.
Dans sa position initiale, il inhibe le passage d’air ; l’entrée A est bloquée et la sortie S est en relation avec la purge ou échappement E. 
Quand le galet est enfoncé, le tiroir descend, en obturant l'échappement, et l’air peut maintenant passer puisque l’alimentation est en relation avec la sortie, et la purge se trouve isolée.

## Normalement ouvert (NO)
Le distributeur 3/2 normalement ouvert (NO de l’Anglais "normally open"). Dans sa position de repos, il crée une connexion entre l’entrée et la sortie d'air, de cette façon l’air peut passer et continuer sa route vers d’autres éléments. Quand le distributeur reçoit une commande, sa position bascule et la connexion se fait alors entre la sortie et la purge ; le circuit en aval de ce distributeur est purgé, et l’alimentation alors se trouve bloquée...

## En vanne de distribution
Dans ce cas une purge n’est pas utilisée. L’alimentation en air comprimé est connectée à un orifice, tandis que deux sorties séparées sont reliées aux deux autres. Ainsi quand le tiroir interne bascule d’une position à l’autre l’air passe d’un circuit à l’autre. Donc pour une seule entrée il existe deux sorties possibles, suivant la commande et la position du distributeur. Les circuits en aval de ces distributeurs ne peuvent être purgés.

## En sélecteur de circuit
Dans cette situation, pour deux différentes entrées, une seule sortie est possible. La purge n’est pas utilisée ici non plus. En branchant les deux entrées sur deux orifices et la sortie unique sur le troisième orifice, le basculement du distributeur permet de connecter alternativement une des entrées avec la sortie. Dans ce cas, les circuits en aval du distributeur ne peuvent pas être mis à la purge.